# Trachylepis perrotetii
Espèce
Synonymes
- Euprepes perrotetii Duméril & Bibron, 1839
- Mabuya perrotetii (Duméril & Bibron, 1839)
- Mabuya perroteti (Duméril & Bibron, 1839)
- Euprepes pleurostictus Peters, 1864
- Mabuia breviparietalis Chabanaud, 1917
- Mabuya breviparietalis (Chabanaud, 1917)
- Trachylepis breviparietalis (Chabanaud, 1917)
- Mabuia perroteti var. keroanensis Chabanaud, 1921
- Mabuya perroteti spatzi Ahl, 1933
- Mabuya perroteti upembae De Witte, 1953

Trachylepis perrotetii est une espèce de sauriens de la famille des Scincidae.

## Répartition
Cette espèce se rencontre en Mauritanie, au Sénégal, en Gambie, en Guinée-Bissau, en Guinée, au Sierra Leone, au Liberia, en Côte d'Ivoire, au Ghana, au Togo, au Bénin, au Burkina Faso, au Niger, au Nigeria, au Cameroun, en République centrafricaine, dans le nord de la République démocratique du Congo, en Ouganda, au Mali, au Tchad, au Soudan et au Soudan du Sud.

## Liste des sous-espèces
Selon The Reptile Database (17 décembre 2012) :
- Trachylepis perrotetii perroteti (Duméril & Bibron, 1839)
- Trachylepis perrotetii keroanensis (Chabanaud, 1921)
- Trachylepis perrotetii upembae (de Witte, 1953)

## Étymologie
Son nom d'espèce lui a été donné en l'honneur du botaniste M. Perrotet. La sous-espèce Trachylepis perrotetii keroanensis, composé de keroan et du suffixe latin -ensis, « qui vit dans, qui habite », lui a été donné en référence au lieu de sa découverte, Kérouane. La sous-espèce Trachylepis perrotetii upembae est nommée en référence au lieu de sa découverte, le parc national de l'Upemba.

## Publications originales
- Chabanaud, 1921 : Contributions a l'étude de la faune herpétologique de l'Afrique occidentale. II. Deuxième note. Bulletin du Comité d'Études Historiques et Scientifiques de l'Afrique Occidentale Française, vol. 1921, p. 445-472.
- de Witte, 1953 : Exploration du Parc National de l'Upemba. Mission G.F. de Witte en collaboration avec W. Adam, A. Janssens, L. van Meel et R. Verheyen (1946-1949). Reptiles, fasc. 6, p. 1–322.
- Duméril & Bibron, 1839 : Erpétologie Générale ou Histoire Naturelle Complète des Reptiles. vol. 5, Roret/Fain et Thunot, Paris, p. 1-871 (texte intégral).